# Lista över fiskeredskap
Lista över fiskeredskap som använts eller används inom yrkesfisket

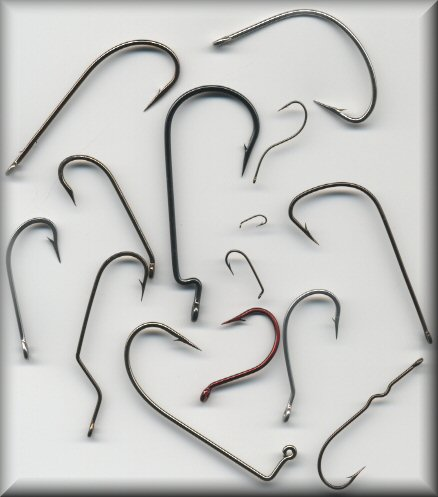
Fiskekrokar

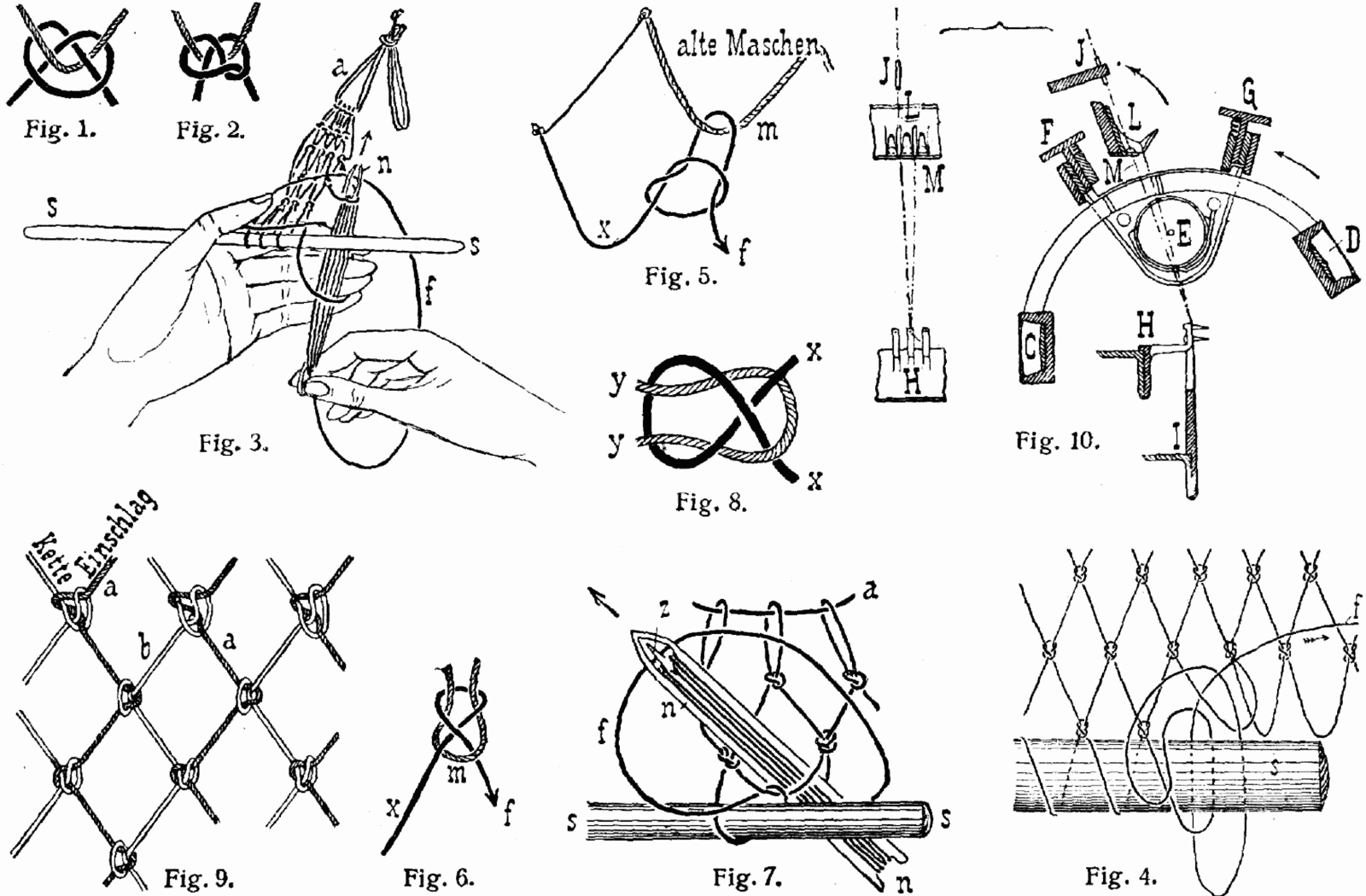
Tillverkning av nät

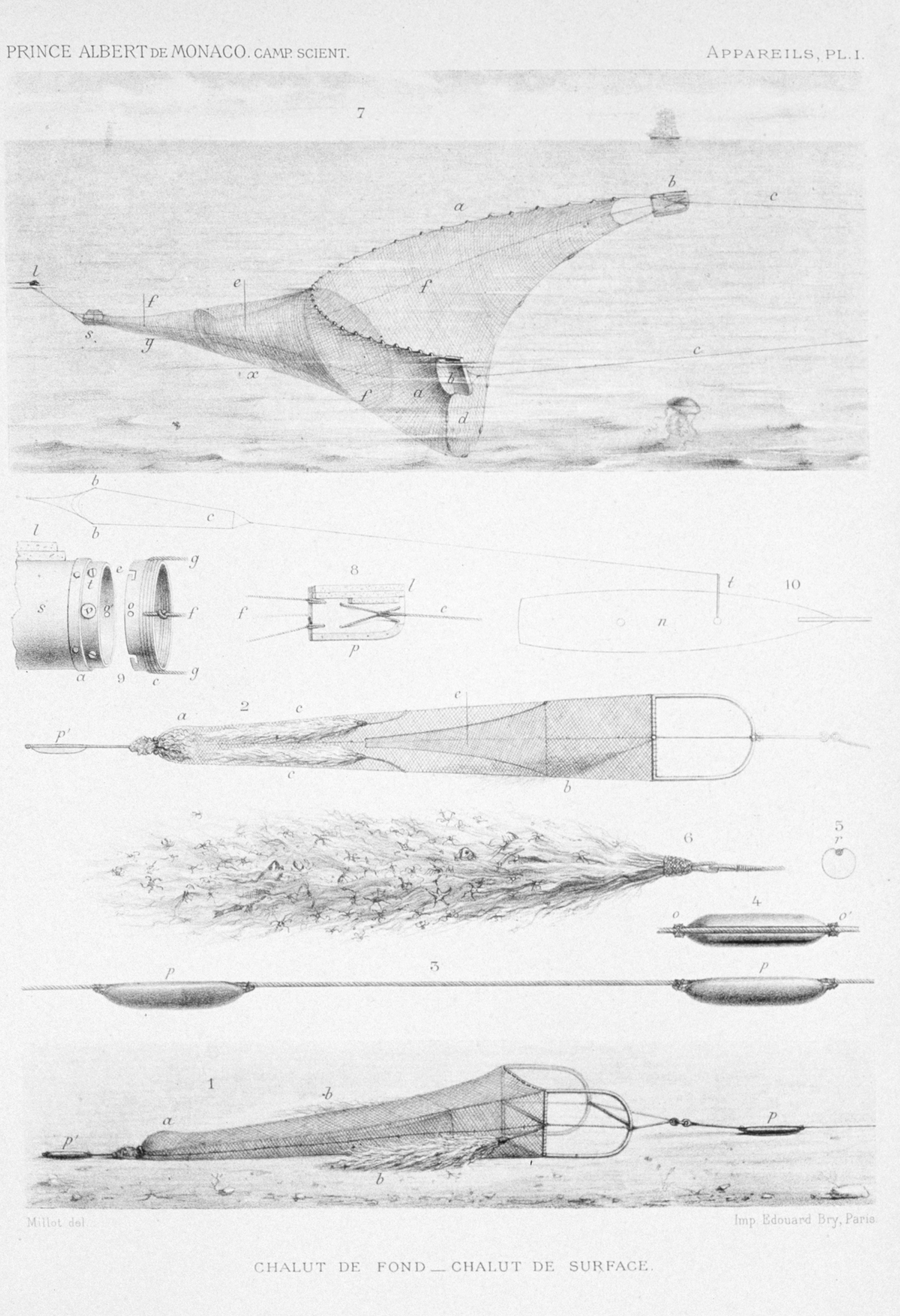
Åldre trålar för yt- respektive djuphavsfiske.

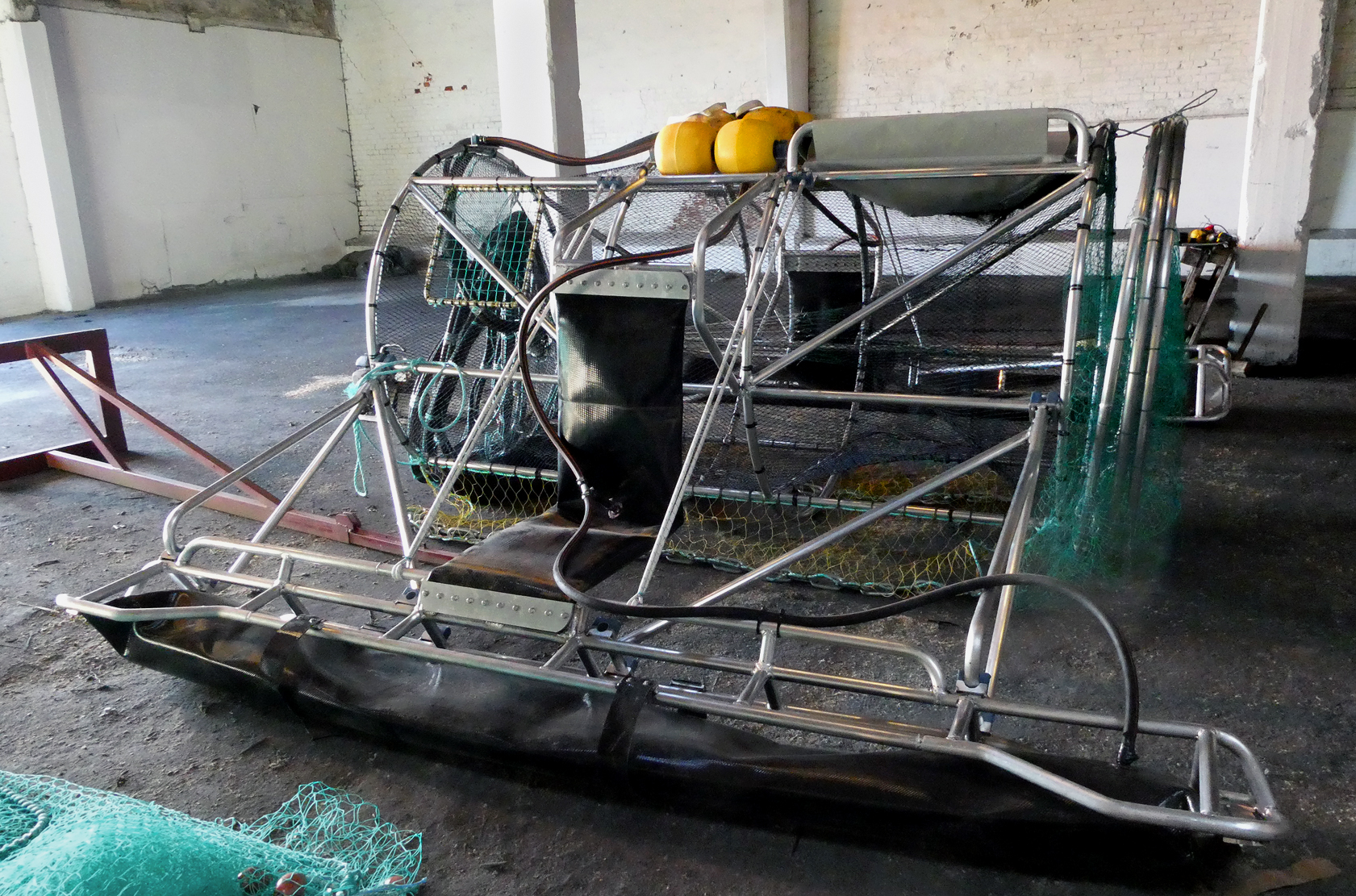
En Push-up fälla framtagen av Sveriges lantbruksuniversitet.

- Krokredskap
  - Handsnören
    - Bottenmeta (Bottendörj)
    - Pilk

  - Långrev / Backa
    - Drivande backa
    - Förankrad backa

  - Dörj

- Trål
  - Bottentrål
  - Flyttrål
  - Partrål
  - Dubbeltrål

- Snurrevad

- Not/vad
  - Landvad
  - Snörpvad
  - Ringnot

- Vertikala nät
  - Garn
    - Sättgarn eller Stågarn
    - Drivgarn

  - Staknät

- Burar och ryssjor
  - Push-up fälla
  - Ryssja
  - Ålryssja
  - Åltina / Ålkista
  - Värmane
  - Hummertina / Hummerbur
  - Kräfttina / Kräftbur
  - Torskryssja
  - Mjärde

- Sump
- Fiskhåv
  - Aborrhåv
- Dynamit
- Djur ° Utter